# Stanisław Lamczyk
Stanisław Józef Lamczyk (ur. 12 sierpnia 1957 w Brusach) – polski polityk i przedsiębiorca, doktor nauk humanistycznych, poseł na Sejm V, VI, VII, VIII i X kadencji, senator X kadencji.

## Życiorys

### Wykształcenie i praca zawodowa
Z wykształcenia magister inżynier. W 1984 ukończył studia techniczne w Wyższej Szkole Inżynierskiej w Koszalinie (obecnie Politechnika Koszalińska). W 2002 skończył studia podyplomowe z organizacji i zarządzania na Uniwersytecie Gdańskim. W 2010 obronił na Wydziale Nauk Politycznych i Dziennikarstwa UAM pracę doktorską z zakresu międzynarodowych stosunków gospodarczych pt. Polityka wspierania małych i średnich przedsiębiorstw w Polsce i Unii Europejskiej w latach 2000–2007.
Po studiach rozpoczął pracę w Rolniczej Spółdzielni Produkcyjnej „Radunia” w Somoninie. W latach 90. podjął własną działalność gospodarczą, zakładając Przedsiębiorstwo Produkcyjno-Usługowe „IZOBUD”, zajmujące się dystrybucją materiałów budowlanych.

### Działalność publiczna
Od 1998 do 2002 był radnym gminy Somonino, następnie przez trzy lata zasiadał w radzie powiatu kartuskiego. Jako samorządowiec działał na rzecz powstania Powszechnej Wyższej Szkoły Humanistycznej „Pomerania” w Chojnicach. Zaangażował się też w działalność Platformy Obywatelskiej.
W wyborach w 2005 z listy PO został wybrany na posła V kadencji w okręgu gdyńsko-słupskim, otrzymując 6276 głosów (13. wynik indywidualny spośród 14 wybranych w okręgu posłów). Stał się pierwszym w III RP parlamentarzystą z powiatu kartuskiego. Jako parlamentarzysta lobbował na rzecz budowy obwodnicy Chojnic podczas przebudowy drogi krajowej nr 22, działał także na rzecz wznowienia połączenia kolejowego pomiędzy Trójmiastem a Kartuzami, zwiększenia liczby kolejowych połączeń regionalnych w regionie oraz obsługi ich przez Szybką Kolej Miejską w Trójmieście.
W wyborach parlamentarnych w 2007 po raz drugi uzyskał mandat poselski, zdobywając 10 155 głosów (indywidualnie 11. miejsce spośród 14 wybranych posłów). Został powołany do Komisji Infrastruktury, był również przewodniczącym Podkomisji nadzwyczajnej do rozpatrzenia rządowego projektu ustawy o zmianie ustawy o żegludze śródlądowej oraz ustawy o dozorze technicznym. 25 kwietnia 2008 przystąpił również do Komisji Ochrony Środowiska, Zasobów Naturalnych i Leśnictwa.
W 2009 został po raz pierwszy przewodniczącym Platformy Obywatelskiej w powiecie kartuskim. W marcu 2010 jednogłośnie ponownie wybrany na to stanowisko. W wyborach do Sejmu w 2011 z powodzeniem ubiegał się o reelekcję, dostał 12 664 głosy.
W 2015 został ponownie wybrany do Sejmu, otrzymując 8981 głosów. W Sejmie VIII kadencji został członkiem Komisji Infrastruktury oraz Komisji Gospodarki i Rozwoju, pracował też w Komisji Gospodarki Morskiej i Żeglugi Śródlądowej (2015–2017).
W wyborach w 2019 uzyskał mandat senatora X kadencji. Kandydował z ramienia Koalicji Obywatelskiej w okręgu nr 63, otrzymując 90 404 głosy. W wyborach w 2023 z powodzeniem ubiegał się ponownie o mandat poselski z ramienia KO (dostał wówczas 8722 głosy).

## Życie prywatne
Jest żonaty (żona Maria), ma troje dzieci (Annę, Macieja i Aleksandrę). Deklaruje przywiązanie do Kaszub, z których pochodzi.